# Collegiata di San Sereno
La collegiata di San Sereno è una chiesa in stile gotico situata nel comune di Billom, in Francia.

## Storia
Ove attualmente sorge la collegiata di San Sereno, fu inizialmente costruita verso la fine dell'XI secolo e gli inizi del XII una chiesa in stile romanico dedicata alla Vergine Maria. Successivamente tuttavia, probabilmente a causa di un parziale crollo, nel XIII secolo furono intrapresi diversi lavori di ristrutturazione che modificarono quasi l'intera pianta della chiesa. Utilizzando le fondamenta della precedente chiesa romanica, furono costruite in stile gotico tre nuove navate, sostenute da colonne d'altezza notevole. Per quanto riguarda la decorazione interna, proprio durante la costruzione della nuova chiesa furono dipinti tutti gli affreschi parietali che abbelliscono il luogo di culto e fu intagliata una statua in legno ancora oggi molto ben conservata ritraente San Sereno, nuovo titolare della collegiata. Il santo è infatti raffigurato con in mano una palma, simbolo del martirio, e una vanga, simbolo del giardinaggio (Sereno di Sirmio è difatti patrono dei giardinieri). Tuttavia, alcuni spazi risalenti all'antica chiesa dedicata alla Vergine, permasero durante la costruzione della nuova collegiata. Difatti la cripta, il coro, il suo deambulatorio e le quattro cappelle radiali risalgono alla chiesa romanica.
Le quattro cappelle radiali, di cui qui di seguito è riportata la descrizione delle due principali, furono demolite e ricostruite fra tutto il XIV e il XV secolo:

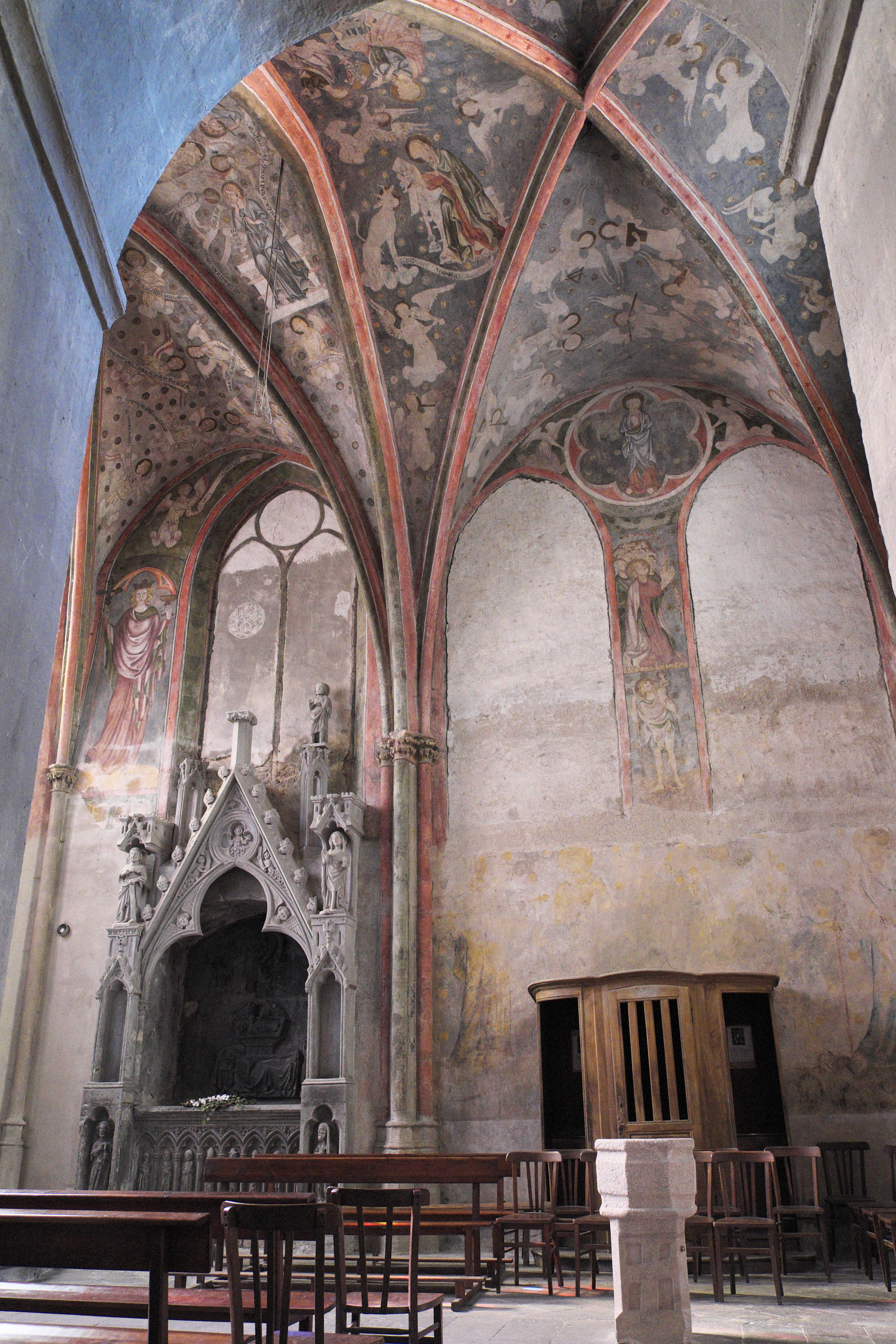
La Cappella del Rosario e la tomba del vescovo Gilles Aycelin

- la Cappella del Rosario, situata a destra del coro, fu costruita grazie alle copiose donazioni elargite dalla potente famiglia degli Aycelin de Montaigut. Infatti, Gilles Aycelin, arcivescovo di Rouen, precisò nel suo testamento, scritto nel 1314, che egli desiderava edificare una nuova cappella al posto di quella romanica e porre le sue esequie all'interno di questa.[6] La cappella fu dunque concepita come uno spazio quasi indipendente e a sé stante rispetto al resto della collegiata, non a caso l'unica porta che conduce all'edicola fu costruita utilizzando un massiccio ferro. La cappella comprende inoltre un'abside pentagonale e una campata rettilinea coperta da volte a vela. L'intera edicola fu interamente decorata con diverse pitture parietali, che mettono in risalto l'architettura e invitano l'osservatore a compiere una riflessione sul passaggio dal mondo dei vivi a quello dei morti, che rispecchia fedelmente gli ideali del movimento della devotio moderna all'epoca molto diffusi.[7] Il corpo di Gilles Aycelin è conservato all'interno di un sarcofago costruito in pietra di Volvic e sormontato da un ciborio con degli stipiti decorati raffiguranti i santi Pietro e Paolo. Sul basamento di tale sarcofago sono invece raffigurati il cardinale Ugo Aycelin de Billom, suo fratello, una badessa, probabilmente sua sorella, e due laici in preghiera, probabilmente i suoi genitori.[8]
- la Cappella del Preziosissimo Sangue, situata verso il centro del coro, fu costruita verso la metà del XV secolo. [9] Secondo la tradizione, il culto del Preziosissimo Sangue fu introdotto a Billom quando i due canonici, Durand Albanelli e Pierre Barbastra, portarono, dopo la prima crociata, nella chiesa suddetta reliquia. Il primo miracolo associato a tale reliquia avvenne nel 1274, mentre nel 1444, papa Eugenio IV ne riconobbe l'autenticità, autorizzando la collegiata di San Sereno a fondare una confraternita legata al Preziosissimo Sangue di Nostro Signore Gesù Cristo.[10] Tuttavia, il 27 brumaio dell'anno II (17 novembre 1793), durante il fervore anticlericale e antireligioso portato dalla rivoluzione francese, la reliquia del Preziosissimo Sangue fu distrutta da un tale François-Hugues Clédière, membro della Società Popolare di Billom. Sempre durante la rivoluzione francese, tutte le tombi presenti nella collegiata furono deturpate e distrutte, eccezion fatta per quella del sopracitato vescovo Gilles Aycelin I de Montaigut.[11]